# Venosa
Venosa é uma comuna italiana da região da Basilicata, província de Potenza, com cerca de 12.189 habitantes. Estende-se por uma área de 169 km², tendo uma densidade populacional de 72 hab/km². Faz fronteira com Barile, Ginestra, Lavello, Maschito, Montemilone, Palazzo San Gervasio, Rapolla, Spinazzola (BA).
A cidade tem cerca de 10.700 hab. Venosa é a antiga Venúsia, pátria de Horácio. Possui um castelo e uma catedral do século XV e uma abadia beneditina da Trindade, fundada no século XI.
Pertence à rede das Aldeias mais bonitas de Itália.

## Demografia
| Variação demográfica do município entre 1861 e 2011                               |
|                                                                                   |
| Fonte: Istituto Nazionale di Statistica (ISTAT) - Elaboração gráfica da Wikipedia |